# Sommet de Malaval
Pour les articles homonymes, voir Malaval.
Le sommet de Malaval (2 097 m) est un sommet du massif du Vercors.
Il constitue avec les rochers du Playnet (1 994 m) et ceux de la Peyrouse (2 011 m) la partie centrale de la longue crête est du massif, entre le Pas Ernadant au nord et le Pas de Berrièves puis le sommet de Roche Rousse au sud.
Ces sommets dominent et sont compris dans la réserve naturelle nationale des hauts plateaux du Vercors, à l'instar du Grand Veymont.